# Speed/Midijunkies
Speed/Midijunkies (na wydaniu winylowym również jako Midijunkies/Speed) – singel niemieckiego zespołu Atari Teenage Riot, wydany w kwietniu 1995 roku przez Digital Hardcore Recordings.

## Lista utworów
1. „Speed” – 2:49
2. „Midijunkies” – 4:49
3. „Midijunkies” (Remix) – 6:20 (na singlu „ATR” miks zatytułowany „Berlin Mix”)
4. „Start the Riot!” (na żywo) – 3:33